# Instituto Central de Ciências
O Instituto Central de Ciências (ICC), também é conhecido como Minhocão,  é o principal prédio acadêmico da Universidade de Brasília. Desenhado por Oscar Niemeyer, originalmente estava prevista a construção de dois auditórios para quinhentas pessoas e a criação de uma série de laboratórios na área central, que não puderam ser construídos por causa da ocupação do subsolo por salas de aula e pela pista.
A construção durou cerca de oito anos. Iniciou-se em junho de 1963 e ficou pronta em 1971. O prédio começou a ser ocupado quando a estrutura ficou pronta, inicialmente pela psicologia e pela biologia. Como a universidade não tinha recursos para fazer outros edifícios, resolveu-se colocar no minhocão as áreas que precisavam de mais espaço. Abriga sete institutos (de Ciências Exatas, de Ciências Humanas, de Ciências Sociais, de Física, de Geociências, de Letras e de Psicologia) e três faculdades (de Comunicação, de Agronomia e Veterinária e de Arquitetura e Urbanismo). 

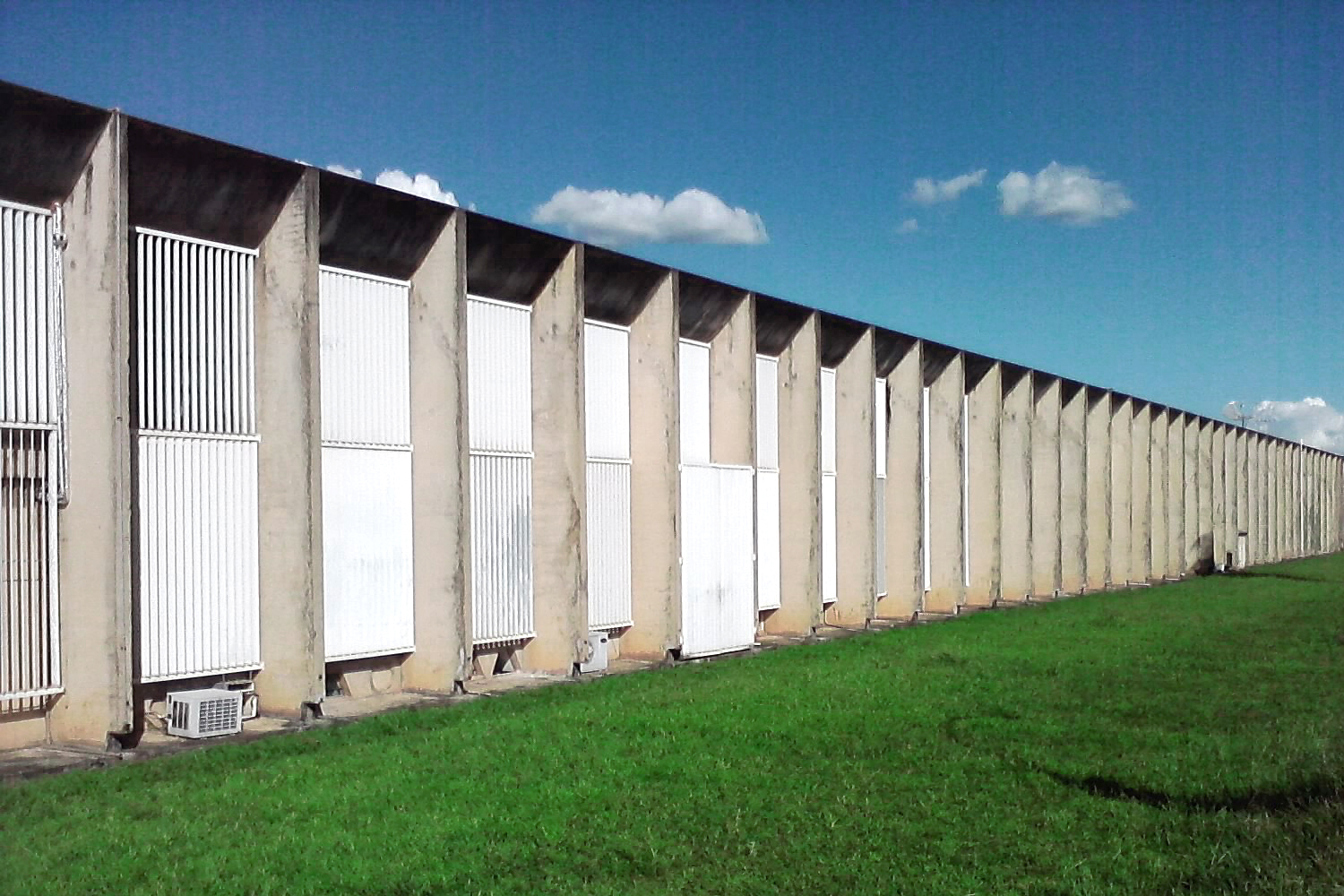
Vista externa do Bloco B da Ala Sul do ICC.

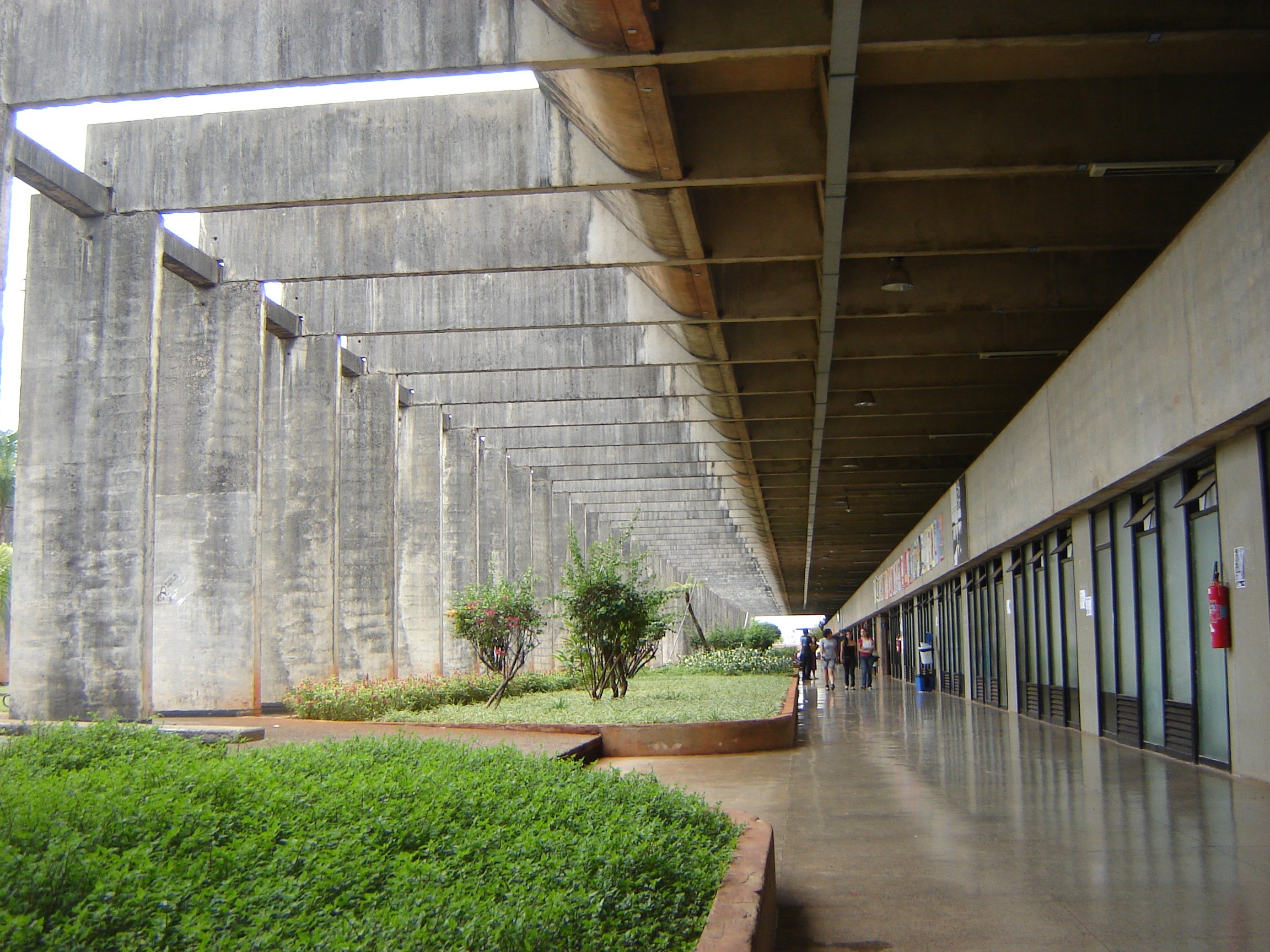
Corredor do Bloco A da ala norte do "Minhocão".

Pode ser dividido entre as alas Norte, Central e Sul. As entradas principais são grandes pontos de encontro da comunidade acadêmica entre os intervalos das aulas e foram apelidadas pelos próprios alunos de Ceubinho - entre a Ala Norte e Central - e de Udefinho - entre a Ala Central e Sul. Também há acessos pelo extremo norte e extremo sul, além do acesso à rua de serviço.
O ICC também se divide em três blocos (A, B e C). Os blocos A e B possuem três pisos (subsolo,
térreo e mezanino). No subsolo, entre os blocos A e B estão a rua de serviço e o bloco C cujo teto contém jardins e passarelas no nível do térreo.
Além disso, o ICC é de grande importância para as interações  sociais dento da universidade, pois é a principal localidade de Centros acadêmicos, utilizados pelos alunos para conhecer novas pessoas.

## Inundação
Durante uma forte chuva no dia 10 de abril de 2011, o Minhocão foi atingido por uma grande "onda" d'água. A devastação se infiltrou pela Ala Norte, danificando anfiteatros, e pelo subsolo do bloco B, danificando as áreas do Departamento de Filosofia, de Geografia e a TV universitária. Depois de contado os prejuízos, a UnB precisou de cerca de R$ 20 milhões para se reerguer.